# Graves sjukdom
Graves sjukdom, även diffus giftstruma eller Basedows sjukdom, är en form av giftstruma/hypertyreos, en sjuklig överproduktion hos sköldkörteln. Sköldkörtelstimulerande antikroppar finns i blodet, och det rör sig således om en autoimmun sjukdom. Sjukdomen drabbar i mycket högre grad kvinnor än män, och är åtminstone delvis genetiskt betingad.
Patienten har en förstorad sköldkörtel (struma) och ibland även utstående ögon (exoftalmus), samt en starkt förhöjd ämnesomsättning, vilket resulterar i abnormt hög och/eller oregelbunden vilopuls, svettningar, viktförlust m m. Sällsynta symptom är tyreotoxisk psykos, pretibialt myxödem, akropati. En obehandlad patient kan under stress eller annan sjukdom drabbas av en akut livshotande tyreotoxisk kris (se giftstruma).
Graves sjukdom behandlas med medicinering, som syftar till att slå ut produktionen av sköldkörtelhormon; operation, det vill säga kirurgiskt avlägsnande av hela eller delar av sköldkörteln; eller radioaktivt jod. Den senare behandlingen undviks dock vad gäller kvinnor i fertil ålder, eftersom riskerna för senare fostermissbildningar är stor. Patienter som genomgått behandling för Graves sjukdom får ofta för låg produktion av sköldkörtelhormon (hypotyreos). En obehandlad sjukdom innebär en stor påfrestning på kroppen, i synnerhet hjärtat, och kan leda till döden.

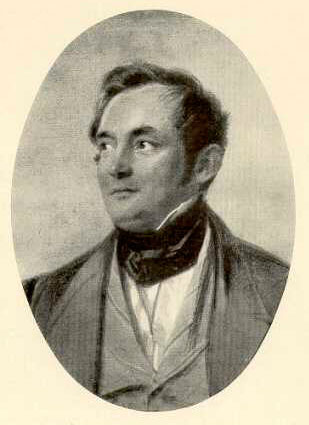
Carl Adolph von Basedow

I flera länder är sjukdomen uppkallad efter den tyske läkaren Karl Adolph von Basedow (1799-1854), som var verksam i Merseburg, och beskrev sjukdomen 1840. Samma sjukdom beskrevs fem år tidigare av den irländske läkaren Robert James Graves och den kallas därför Graves sjukdom (Graves' disease) i ett antal andra länder.